# Queen's Club Championships 2025 - Qualificazioni singolare femminile
Le qualificazioni del singolare femminile ai Queen's Club Championships 2025 sono state un torneo di tennis preliminare per accedere alla fase finale della manifestazione disputate il 7 e l'8 giugno 2025. Le vincitrici dell'ultimo turno sono entrate di diritto nel tabellone principale. In caso di ritiro di una o più giocatrici aventi diritto a questi sono subentrate le lucky loser, ossia le giocatrici che hanno perso nell'ultimo turno ma che avevano una classifica più alta rispetto alle altre partecipanti che avevano comunque perso nel turno finale.

## Teste di serie
1. Alycia Parks (primo turno)
2. Ajla Tomljanovic (qualificata)
3. Zeynep Sönmez (ultimo turno)
4. Tatjana Maria (qualificata)
5. Emiliana Arango (primo turno)
6. Kamilla Rachimova (primo turno)

1. Cristina Bucșa (qualificata)
2. Anastasija Zacharova (qualificata)
3. Ena Shibahara (primo turno)
4. Priscilla Hon (ultimo turno)
5. Zhang Shuai (ultimo turno)
6. Destanee Aiava (primo turno)

## Qualificate
1. Anastasija Zacharova
2. Ajla Tomljanovic
3. Heather Watson

1. Tatjana Maria
2. Cristina Bucșa
3. Maddison Inglis

## Tabellone

### Legenda
| - Q = Qualificato - WC = Wild card - LL = Lucky loser | - ALT = Alternate - SE = Special Exempt - PR = Protected Ranking | - w/o = Walkover - r = Ritirato - d = Squalificato |

### Sezione 1
|  | Primo turno | Primo turno          | Primo turno          | Primo turno | Primo turno |  |  | Ultimo turno | Ultimo turno         | Ultimo turno | Ultimo turno | Ultimo turno |  |
|  |             |                      |                      |             |             |  |  |              |                      |              |              |              |  |
|  | 1           | Alycia Parks         | Alycia Parks         | 61          | 64          |  |  |              |                      |              |              |              |  |
|  |             | Carol Zhao           | Carol Zhao           | 7           | 7           |  |  |              | Carol Zhao           | 3            | 7            | 67           |  |
|  | WC          | Daniela Piani        | Daniela Piani        | 5           | 4           |  |  | 8            | Anastasija Zacharova | 6            | 61           | 7            |  |
|  | 8           | Anastasija Zacharova | Anastasija Zacharova | 7           | 6           |  |  |              |                      |              |              |              |  |

### Sezione 2
|  | Primo turno | Primo turno      | Primo turno  | Primo turno | Primo turno |  |  | Ultimo turno | Ultimo turno     | Ultimo turno | Ultimo turno | Ultimo turno |  |
|  |             |                  |              |             |             |  |  |              |                  |              |              |              |  |
|  | 2           | Ajla Tomljanovic | 4            | 6           | 6           |  |  |              |                  |              |              |              |  |
|  |             | Harmony Tan      | 6            | 2           | 4           |  |  | 2            | Ajla Tomljanovic | 5            | 7            | 6            |  |
|  | WC          | Brooke Black     | Brooke Black | 3           | 2           |  |  | 11           | Zhang Shuai      | 7            | 67           | 3            |  |
|  | 11          | Zhang Shuai      | Zhang Shuai  | 6           | 6           |  |  |              |                  |              |              |              |  |

### Sezione 3
|  | Primo turno | Primo turno    | Primo turno   | Primo turno | Primo turno |  |  | Ultimo turno | Ultimo turno   | Ultimo turno   | Ultimo turno | Ultimo turno |  |
|  |             |                |               |             |             |  |  |              |                |                |              |              |  |
|  | 3           | Zeynep Sönmez  | Zeynep Sönmez | 6           | 6           |  |  |              |                |                |              |              |  |
|  |             | Mina Hodzic    | Mina Hodzic   | 2           | 2           |  |  | 3            | Zeynep Sönmez  | Zeynep Sönmez  | 0            | 3            |  |
|  |             | Heather Watson | 6             | 5           | 6           |  |  |              | Heather Watson | Heather Watson | 6            | 6            |  |
|  | 9           | Ena Shibahara  | 1             | 7           | 4           |  |  |              |                |                |              |              |  |

### Sezione 4
|  | Primo turno | Primo turno     | Primo turno     | Primo turno | Primo turno |  |  | Ultimo turno | Ultimo turno    | Ultimo turno    | Ultimo turno | Ultimo turno |  |
|  |             |                 |                 |             |             |  |  |              |                 |                 |              |              |  |
|  | 4           | Tatjana Maria   | Tatjana Maria   | 6           | 6           |  |  |              |                 |                 |              |              |  |
|  | Alt         | Chan Hao-ching  | Chan Hao-ching  | 0           | 2           |  |  | 4            | Tatjana Maria   | Tatjana Maria   | 6            | 6            |  |
|  |             | Arina Rodionova | Arina Rodionova | 7           | 6           |  |  |              | Arina Rodionova | Arina Rodionova | 2            | 2            |  |
|  | 12          | Destanee Aiava  | Destanee Aiava  | 63          | 1           |  |  |              |                 |                 |              |              |  |

### Sezione 5
|  | Primo turno | Primo turno     | Primo turno    | Primo turno | Primo turno |  |  | Ultimo turno | Ultimo turno   | Ultimo turno | Ultimo turno | Ultimo turno |  |
|  |             |                 |                |             |             |  |  |              |                |              |              |              |  |
|  | 5           | Emiliana Arango | 2              | 6           | 4           |  |  |              |                |              |              |              |  |
|  | WC          | Lily Miyazaki   | 6              | 4           | 6           |  |  | WC           | Lily Miyazaki  | 6            | 3            | 4            |  |
|  |             | Alice Gillan    | Alice Gillan   | 1           | 3           |  |  | 7            | Cristina Bucșa | 4            | 6            | 6            |  |
|  | 7           | Cristina Bucșa  | Cristina Bucșa | 6           | 6           |  |  |              |                |              |              |              |  |

### Sezione 6
|  | Primo turno | Primo turno        | Primo turno        | Primo turno | Primo turno |  |  | Ultimo turno | Ultimo turno    | Ultimo turno    | Ultimo turno | Ultimo turno |  |
|  |             |                    |                    |             |             |  |  |              |                 |                 |              |              |  |
|  | 6           | Kamilla Rachimova  | Kamilla Rachimova  | 5           | 3           |  |  |              |                 |                 |              |              |  |
|  |             | Maddison Inglis    | Maddison Inglis    | 7           | 6           |  |  |              | Maddison Inglis | Maddison Inglis | 6            | 6            |  |
|  | WC          | Mika Stojsavljevic | Mika Stojsavljevic | 62          | 4           |  |  | 10           | Priscilla Hon   | Priscilla Hon   | 3            | 1            |  |
|  | 10          | Priscilla Hon      | Priscilla Hon      | 7           | 6           |  |  |              |                 |                 |              |              |  |